# Soustava rovnic
Soustava rovnic představuje více rovnic, které řešíme dohromady. V soustavě se obvykle nachází více než jedna proměnná a řešením je tedy taková kombinace čísel, při jejichž dosazení za všechny proměnné mají rovnice smysl. Může se tak stát, že soustava rovnic má více než jedno řešení.